# 巽博一
巽 博一（たつみ ひろかず、1913年6月14日 - 1998年4月21日）は、日本の経済学者。ケインズ経済学を中心に研究した。成蹊大学名誉教授。

## 略歴
1913年和歌山県生まれ。
1936年東京商科大学本科1年生のとき中山伊知郎のプロゼミで『雇用・利子および貨幣の一般理論』を読む。1939年に卒業後、2年ほど三菱経済研究所所員として勤務する。
その後、軍隊生活で中国に行き、終戦を迎え1946年に中国より鹿児島に上陸して復員。
1949年に成蹊大学助教授となり、1953年には成蹊大学教授、1982年には成蹊大学名誉教授となった。
1998年に死去した。
プロ野球監督を務めた西本幸雄は叔父である。

## 研究
- 当時、日本では貨幣的経済理論に関する本がかなり出版されていた。鬼頭先生の『貨幣と利子の動態――貨幣経済の性格』（1942年）、高橋先生の『貨幣的経済理論の新展開』（1941年）、などが代表的だが、ディラードの『J・M・ケインズの経済学』（1948年）も副題は「貨幣経済の理論」となっている。1934年6月22日付のケインズから鬼頭先生宛ての手紙にも、「貨幣の純粋理論とそれに関する諸問題」についての本をだすと書かれている。『雇用・利子及び貨幣の一般理論』は、リアル・ファクターとマネタリー・ファクターを扱っているが、ケインズをこれを一つのものとして考えでいたように思われる。別の言葉で言うと、『一般理論』は貨幣経済の理論の展開を意図していたのではないかと思う、と述べている。

- アメリカで所得決定論という単純な形が生まれたかというと、第1にハンセンなどが提起した長期停滞論の考え方が、終戦直後までアメリカではかなり強かったこと。第2は、例のオックスフォード調査などで、利子率に対して投資だ非弾力的だという議論が普及したこと。これらが理由なのではないかと思うが、と述べている。

- 戦後の日本ではあっという間にアメリカ流のケインズ解釈になってしまったが、当時のリーディング・エコノミストが、クラインに影響されて投資・貯蓄の所得決定論こそ核心だ、言ったことの影響は無視できない。

## 著書
- （中山伊知郎編）『ケインズ一般理論解説』、共同執筆、日本評論社、1939年
- 『ケインズ雇傭理論の分析――貨幣経済の限界』、日本評論社、1948年
- （久武雅夫と共著）『価格理論』（現代経済学全集第3巻）、春秋社、1955年
- （ケネス・K・クリハラ著）『ケインズ動学入門』、巽博一訳、創元社、1958年
- （U・K・ヒックス著）『新版 財政学』、肥後和夫共訳、東洋経済新報社、1962年
- 『牛の歩み――七十年の旅路』（ケインズ経済学研究回想他）、私家版、1983年